# 門司警察署
門司警察署（もじけいさつしょ）は、福岡県警察が管轄する警察署の一つで、北九州地区に属す。

## 概要
山口県警察と隣接する警察署であり、また海運や鉄道の拠点として繁栄していた地域であったため、署長の階級はかつては警視正であったが、人口と事案件数の減少による見直しで警視に降格した。

## 所在地
- 北九州市門司区西海岸二丁目3番13号

（国道199号沿い「門司警察署前」交差点前。直線わずか400m離れたところに旧北九州水上警察署が位置していた。）

## 管轄区域
- 北九州市門司区

## 沿革

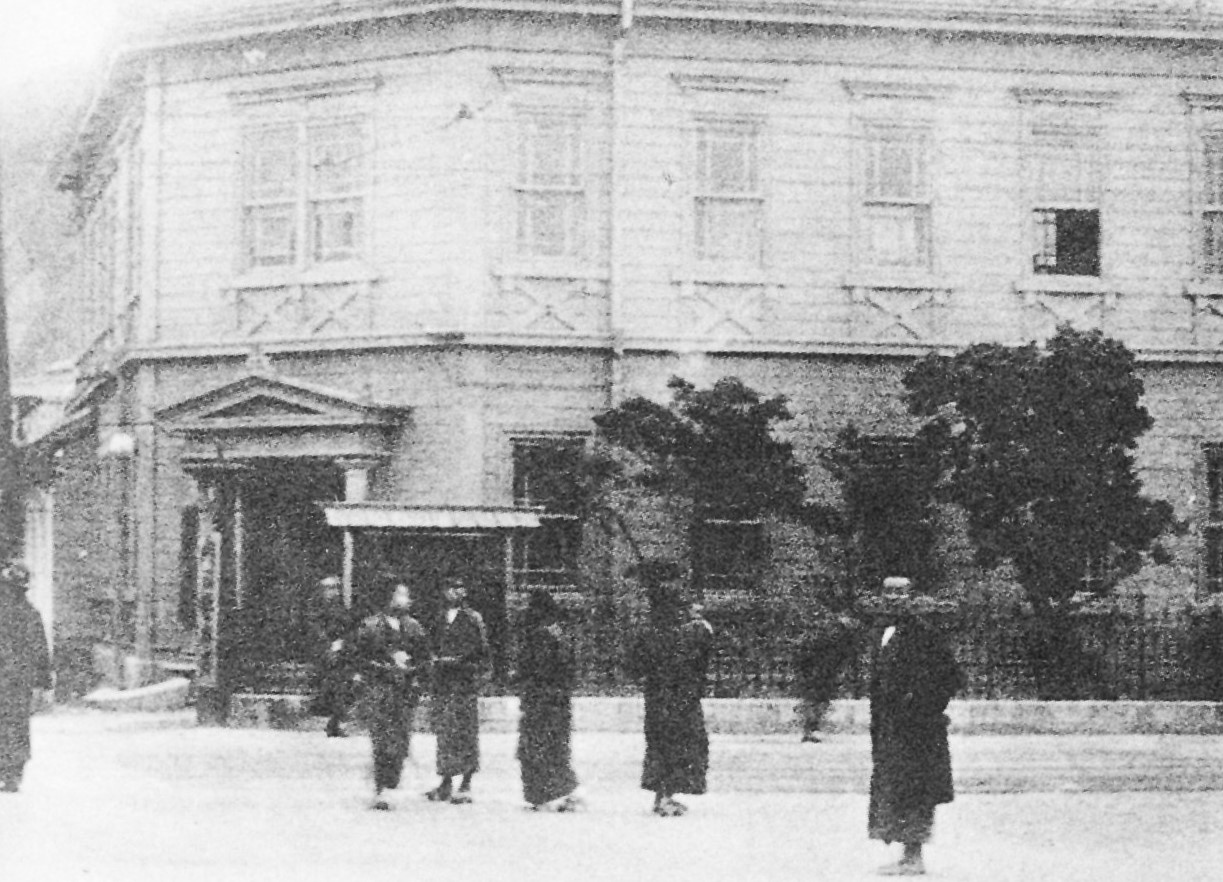
1893年（明治26年）に建てられた初代の門司警察署

- 1891年（明治24年）3月7日　小倉警察署文字ヶ関警察分署として発足。
- 1891年（明治24年）10月9日　門司警察分署と改称。
- 1893年（明治26年）11月25日　小倉警察署から分離独立し、門司警察署に昇格。
- 1948年（昭和23年）3月7日　警察法施行により、自治体警察の門司市警察署となる。
- 1954年（昭和29年）7月1日　警察法改正により福岡県警察が発足し、福岡県門司警察署となる。
- 1982年（昭和57年）9月22日　現庁舎を新築し移転。
- 2003年（平成15年）8月27日　県下全域交番駐在所再編成により、大里東、原町、小森江、葛葉、老松、田野浦の交番及び井ノ浦、畑の駐在所を廃止し、恒見駐在所を松ヶ江交番に、錦町交番を門司港交番に、藤松交番を西門司交番に、それぞれ変更、改称。
- 2008年（平成20年）4月1日　北九州水上警察署の廃止に伴い、同署の門司地区の業務が移管される。旧水上警察署庁舎は当署の分庁舎となり、門司地区の警備艇も当署に移管された。

## 組織
- 総務第一課
- 総務第二課
- 会計課
- 生活安全課
- 刑事課
- 交通課
- 警備課
- 地域課

## 交番
（　）は、読み・所在地。
- 門司港交番（もじこう・北九州市門司区本町1番24号）
- 大里交番（だいり・北九州市門司区柳町3丁目6番17号）
- 西門司交番（にしもじ・北九州市門司区藤松1丁目1番1号）
- 松ヶ江交番（まつがえ・北九州市門司区恒見1370番地）

## 駐在所
- 白野江駐在所（しらのえ・北九州市門司区白野江3丁目1番1号）
- 黒川駐在所（くろかわ・北九州市門司区黒川東1丁目3番6号）
- 柄杓田駐在所（ひしゃくだ・北九州市門司区大字柄杓田1413番地の7）

## 連絡派出所
- 門司駅前連絡派出所（もじえきまえ・北九州市門司区中町1番32号）

## 検問所
- 関門国道門司口検問所（かんもんこくどうもじぐち・北九州市門司区東門司1丁目5番21号）

## 警備艇
北九州水上警察署の廃止に伴い、門司地区配置の警備艇が当署に移管されたもの。
- めかり　福3
- たかとう　福6

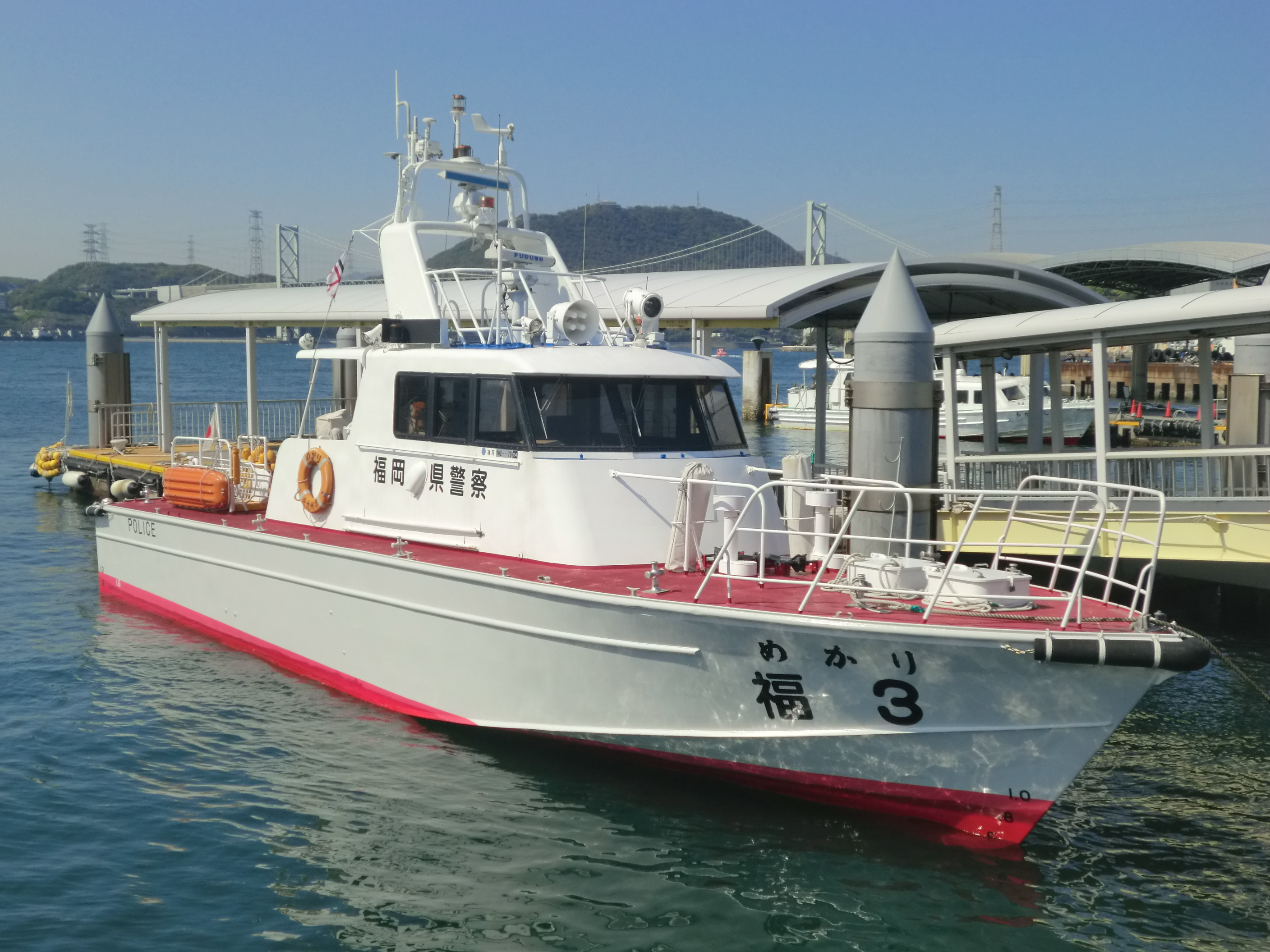
「めかり」(17m型)